# Scleropogon petilus
Scleropogon petilus là một loài ruồi trong họ Asilidae. Scleropogon petilus được Martin miêu tả năm 1968. Loài này phân bố ở vùng Tân nhiệt đới.